# Russells bumeranggranat
Russells bumeranggranat var en typ av handgranat, utformad som en bumerang och konstruerad av ingenjör G.V. Russell. Den tillverkades i galvaniserad plåt med tändaren i ena änden och var fylld med 85 gram spränggelatin. Syftet med granaten var att ge de australiska trupperna ett vapen som, till skillnad från de egentillverkade spikfyllda syltburksbomberna, kunde kastas både långt och träffsäkert. De första förevisningarna vid Australiska stridsskolan för granater i Melbourne hölls i augusti 1915, men granaterna flög oförutsägbart och övertygade inte. Inte heller vidare utveckling ledde till att bumeranggranatens infördes.
Det sista kända exemplaret finns utställt på Australiska infanterimuseet i Stockton utanför Newcastle, New South Wales.